# Rejtélyes manhattani haláleset
A Rejtélyes manhattani haláleset (eredeti cím: Manhattan Murder Mystery) 1993-ban bemutatott amerikai bűnügyi vígjáték, melynek rendezője, forgatókönyvírója és főszereplője Woody Allen. További fontosabb szerepekben Diane Keaton, Alan Alda és Anjelica Huston látható.
Az Amerikai Egyesült Államokban 1993. augusztus 16-án, Magyarországon 1994. szeptember 1-én mutatták be. Keatont a legjobb női főszereplőnek járó Golden Globe-díjra jelölték a filmben nyújtott alakításáért, Huston pedig legjobb női mellékszereplő kategóriában szerzett BAFTA-jelölést.

## Cselekmény
Larry és Carol egy középkorú házaspár, akik átlagos életet élnek New Yorkban. Egy este találkoznak a szomszédban lakó idősebb párral, akikkel eddig még nem beszéltek. Nem sokkal ezután az asszony váratlanul meghal, amit Carol egy kicsit furcsáll. Ráadásul a férjén sem veszi észre a szomorúságot, ezért gondolkozni kezd a történteken. Az egyik barátjával kibeszélik a dolgokat, viccelődnek, de felvetődik, hogy biztos a férj ölte meg a feleségét. Carol odáig jut a gondolkozásban, hogy már éjszaka is ezen rágódik, aminek Larry nem örül, próbálja rávenni a feleségét, hogy felejtse el az egészet. De Carol fejében már annyira elburjánzott a gyilkosság gondolata, hogy most már ezzel kell és fekszik. Követni kezdi a halott nő férjét, és Larry-t is magával rángatja. Carol azt állítja, hogy a nő nem is halt meg, mert ő látta őt egy buszon. Most már végképp a rejtély végére akar járni.

## Szereplők
| Színész         | Szerep        | Magyar hang    |
| --------------- | ------------- | -------------- |
| Woody Allen     | Larry Lipton  | Háda János     |
| Diane Keaton    | Carol Lipton  | Kovács Nóra    |
| Alan Alda       | Ted           | Rosta Sándor   |
| Anjelica Huston | Marcia Fox    | Kocsis Mariann |
| Jerry Adler     | Paul House    | Makay Sándor   |
| Lynn Cohen      | Lillian House | Kassai Ilona   |
| Ron Rifkin      | Sy            | Csuja Imre     |
| Joy Behar       | Marilyn       | Jani Ildikó    |
| Melanie Norris  | Helen Moss    | Biró Anikó     |
| Marge Redmond   | Mrs. Dalton   | Fodor Zsóka    |
| Zach Braff      | Nick Lipton   | Holl Nándor    |

## Kritikai visszhang
| Értékelő             | Írta               | Értékelés |
| -------------------- | ------------------ | --------- |
| Common Sense Media   | S. Jhoanna Robledo | 4/5       |
| Reel Film Reviews    | David Nusair       | 3.5/4     |
| The New York Times   | Janet Maslin       | 3/5       |
| Mountain Xpress      | Ken Hanke          | 4/5       |
| Kansas City Star     | Dan Lybarger       | 4/5       |
| Journal and Courier  | Bob Bloom          | 3/5       |
| Chicago Sun-Times    | Roger Ebert        | 3/4       |
| Austin Chronicle     | Louis Black        | 3/5       |
| Atlantic City Weekly | Lori Hoffman       | 3/5       |
| Boulder Weekly       | Thomas Delapa      | 2/5       |
| Metro Weekly         | Randy Shulman      | 3/5       |

## Házimozi-megjelenés
Magyarországon 2003. április 29.-én jelent meg DVD-n. A lemezen angol, német, francia, spanyol és olasz mono DD hangsáv van, magyar felirattal. A képformátum 1.85:1 (16:9).

## Idézetek
- Sose próbáljon felülblöffölni egy blöffölőt! (Larry)
- Ne csorgassátok a nyálatokat, mert kiszáradtok! (Carol)
- Szegény asszony, a végén elhamvad! (Larry)
- Én a fél emeletnél ki akarok szállni, cipőreklamációm van! (Larry)
- Kezdesz az anyámra emlékeztetni. (Carol)
- Nekem ez túl izgalmas, még belehalok! (Larry)
- Úgy vigyorgott rád, mint a tejbetök! (Carol)
- Ha éttermet akarok nyitni, akkor illik értenem a borokhoz, nem gondolod? (Carol)
- Mi az, hogy Ted mondta?! Ki ő neked, talán a mentorod?![5]|Larry